# Народни посланик (филм из 1990)
Народни посланик је југословенски телевизијски филм снимљен у продукцији Телевизије Београд 1990. године према истоименој комедији Бранислава Нушића из 1883. године. Редитељ је Славенко Салетовић док је директор фотографије Александар Златановић, сценограф Слободан Рундо, костимограф Хајдана Булајић и монтажа Сава Анђелковић.

## Улоге
| Глумац               | Улога                                                   |
| -------------------- | ------------------------------------------------------- |
| Александар Берчек    | Јеврем Прокић                                           |
| Љиљана Шљапић        | Павка - Јевремова жена                                  |
| Варја Ђукић          | Даница - Јевремова ћерка                                |
| Милан Богуновић      | Спира - Јевремов пашеног                                |
| Катица Жели          | Спириница                                               |
| Владимир Јевтовић    | Срета                                                   |
| Миленко Заблаћански  | Ивковић - адвокат                                       |
| Радмила Андрић       | Г-ђа Марина - Ивковићева тетка (ас Радмила Радовановић) |
| Мирослав Фабри       | Жандарм                                                 |
| Владан Гајовић       | Младен - Јевремов слуга                                 |
| Милутин Јевђенијевић | Говорник из народа                                      |
| Енвер Петровци       | Секулић - полицијски писар                              |
| Богољуб Петровић     | Сима Сокић                                              |
| Радисав Радојковић   | Јовица Јерковић                                         |
| Јанош Тот            | Шегрт                                                   |